# 伊万·格里戈拉什
伊万·格里戈拉什（羅馬尼亞語：Ioan Grigoraș，1963年1月7日—），罗马尼亚男子摔跤运动员。他曾代表罗马尼亚参加1992年夏季奥林匹克运动会摔跤比赛，获得男子古典式130公斤级铜牌。